# Bitune
Bitune ist eine Alternative-Rock-Band aus Eschwege, die im Jahr 1996 von Paul Wrettom und den beiden Brüdern Martin und Thomas Bartscher gegründet wurde.

## Geschichte

### 1996–2000
„Bitune“ gründete sich im Sommer 1996, nachdem Schlagzeuger Paul Wrettom die Band „Reaper‘s Pogo“ verließ und Martin Bartscher seine Band „Paranoia“ auflöste. Die ersten Proben animierten Thomas Bartscher dazu als Bassist in die Band einzusteigen. In dieser Konstellation nahm man das erste Demo Tape auf. Ziel war es, einen weiteren Gitarristen und einen Sänger/Frontmann für sich zu gewinnen. Schnell wurde Gitarrist Sascha Wiegand auf das Tape aufmerksam, und auch Lars Wagner, ehemaliger Gitarrist der Band „Petting Zoo“, ließ nicht lange auf sich warten, und bot sich als Sänger an. In dieser Besetzung spielte „bitune“ hauptsächlich regionale Gigs und steuerte dem Powerstrike-Sampler im Jahr 1997 zwei Songs bei.
Nach einer kurzen Bandpause formierte sich die Band im Jahr 1998 neu. Martin Bartscher löste somit Paul Wrettom als Schlagzeuger ab. Sänger Lars Wagner übergab das Mikro an Gitarristen Sascha Wiegand, welcher fortan die Rolle des Frontmanns übernahm, und nahm selbst die Gitarre in die Hand. Thomas Bartscher nach wie vor am Bass. In diesem Jahr folgte die Produktion eines weiteren Demos und der EP „Just For You“.
Im Jahr 1999 verließ Lars Wagner die Band und wurde durch Peter Gala ersetzt. Sascha Wiegands Schwester Sonja stieß kurz darauf als Backgroundsängerin dazu. In diesem Jahr belegte die Band bei einem nordhessischen Nachwuchsfestival den ersten Platz.
Peter Gala verließ die Band nach etwa einem Jahr und wurde durch Andre Günnel ersetzt. Es folgte die Produktion der EP „Selfmade“. Kurze Zeit später verließ Sonja Wiegand die Band. Erste Gespräche mit Plattenfirmen wurden geführt.

### 2001–2011
Im Jahr 2001 trennte sich „bitune“ von ihrem Gitarristen Andre Günnel und holte Christian Wosimski als Ersatzmann in die Band. Es folgte die Aufnahme der EP „Beauty Fluid“. Diese EP machte den „Skunk Anansie“ Gitarristen ACE auf die Eschweger Band aufmerksam. Nach einem gemeinsamen Treffen bot er sich als Produzent für weitere Aufnahmen an. So entstand Anfang 2003 in Zusammenarbeit mit ACE die EP „All in One“. Im Jahr 2004 produzierte man gemeinsam eine weitere EP namens „bitune“. Eine Headlinertour sowie verschiedene Supportslots für „Billy Talent“ und „4Lyn“ folgten. Im Jahr 2005 hatte die Band ihren bis dato größten Auftritt als Supportact der Band „Die Toten Hosen“ vor ca. 18.000 Menschen. In diesem Jahr nahm die Band ihr Debütalbum „After The Fire“ auf.
Im Jahr 2006 bot ein englisches Management die Zusammenarbeit mit „bitune“ an. Innerhalb weniger Wochen bekam die Band mehrere Angebote englischer Plattenlabels. Man entschied sich für das Label „Headroomrecords“, welches im Jahr 2007, zwei Jahre nach Fertigstellung, das Debütalbum „After The Fire“ veröffentlichte. Deutschland- und England-Touren folgten.
„The Great Compression“, das zweite Album, wurde im Jahr 2008 aufgenommen und ein Jahr später veröffentlicht. Headlinertouren und diverse Supportslots folgten.
2010 entschloss sich die Band eine Pause einzulegen.
Um sein Solo-Projekt WOSIMSKI in Berlin zu verfolgen, verlaß 2011 Gitarrist Christian Wosimski die Band, welcher später durch Jo Goetze, ehemaliger Frontman von Cassiopeia, ersetzt wurde.

### 2012
Im November 2012 trat Sascha Wiegand bei „The Voice of Germany“ auf und kam eine Runde weiter. Aktuell ist er im Team „Boss Hoss“.

### Reunion-Konzert
Das 15-jährige Bestehen der Band wird mit einem einmaligen Konzert gefeiert. Am 22. Dezember 1996 trat „bitune“ zum ersten Mal im Eschweger Jugendzentrum, kurz JUZ, auf. Am 23. Dezember 2011, genau 15 Jahre später, spielt die Band auf genau dieser Bühne ihre alten Songs in ursprünglicher Besetzung.

## Bandname
Der Name „bitune“ war ein spontaner Vorschlag von Paul Wrettom, dem ersten Drummer der Band. Der gebürtige Engländer wandelte aus dem deutschen Wort „Bitumen“ (welches sich in seiner Hosentasche befand) das Wort „bitune“ ab. Meistens wird der Bandname inkorrekt ausgesprochen, wie er korrekt ausgesprochen wird zeigt der Name in phonetischer Schrift dargestellt: baɪtjuːn.

## Diskografie

### Demotapes
- 1996 – Stereo (MC)
- 1997 – (MC, ohne Titel)

### Studio-Alben
- 2007 –  After the Fire (CD, Headroom Records)
- 2009 – The Great Compression (CD, Headroom Records)

### EPs
- 1998 – Just for you (CD)
- 2000 – Selfmade, (CD)
- 2002 – Beauty Fluid (CD)
- 2003 – All in one EP (CD)
- 2004 – Bitune „EP 2004“ (CD, Nothing To Loose Records)

### Singles
- 2007 – Fantastica (Maxi-CD, Headroom Records)
- 2007 – Stay (Maxi-CD, Headroom Records)
- 2009 – Get out of my Head (Maxi-CD, Headroom Records)
- 2009 – The Otherside (Maxi-CD, Headroom Records)

### Sampler-Beiträge
- 1997 – Powerstricke (CD)
- 2000 – Sound of Weilburg (CD)
- 2001 – Sound of Weilburg 2 (CD)
- 2001 – Powerstricke 2 (CD)
- 2005 – NoisePollution Vol. 3 (CD)